# Neuronia
Neuronia – polski zespół grający alternatywny metal, powstały w grudniu 2003 roku w Warszawie.

## Historia

### 2003 - 2006 - Początki
Zespół Neuronia został założony w grudniu 2003 roku. Początek twórczości to luźne jam-sessions dwóch przyjaciół - Michała "Miśka" Rogali i Łukasza "Chiefa" Szewczyka. Już podczas pierwszych wspólnych prób w dwuosobowym składzie zespół odnalazł własny styl, szeroko czerpiąc zarówno z klasycznego rocka, jak i rock'n'rolla oraz metalu. 
W 2005 roku do składu dołączył Radosław Szewczuk, który objął funkcje basisty i wokalisty. W takim składzie Neuronia nagrała dwie płyty demo “Neuronia” i “Wedding Day“, wydane w niewielkich nakładach i rozprowadzone głównie w kręgu znajomych. Obydwie przeszły bez szerszego echa.
Pod koniec 2006 roku Radosław opuścił zespół.

### 2006 - 2009 - "First Blood" i debiutancki album
Lukę po nim szybko wypełnili wokalista Tomasz “Acid” Nowak i basista Dominik “Domo” Beśka, którzy dołączyli do zespołu w październiku tego roku. Ich pojawienie się w składzie było przełomowym krokiem w historii zespołu.
W wyniku zmiany w składzie brzmienie zespołu stało się cięższe i bardziej dynamiczne. Nowy wokalista i basista przyczynili się do przyspieszenia pracy w zespole – Neuronia zagrała wiele koncertów - m.in. w Metal Cave, Proximie, Stodole, Remoncie i wielu innych klubach, zdobywając nowych fanów. W 2007 została również zarejestrowana promocyjne, trzyutworowe wydawnictwo EP "First Blood", która spotkała się z umiarkowanie pozytywnym przyjęciem krytyki.
W 2007 roku Neuronia zagrała na kilku znaczących festiwalach. Ten rok to także ciężka praca nad nowymi utworami oraz sesja nagraniowa debiutanckiego albumu, która odbyła się w warszawskim DBX STUDIO. Premiera albumu “The Winter Of My Heart” miała miejsce 29 lutego 2008. Dystrybucją płyty zajęła się zajęła się Fonografika. Płyta cieszyła się przychylnością krytyków i zyskała sporo pozytywnych recenzji, m.in. we wpływowych magazynach "Teraz Rock" i "Metal Hammer".
W marcu został nagrany teledysk do utworu "Psycho". W kwietniu videoklip miał swoją premierę w programie Superrock na antenie MTV. W czerwcu nagrany został kolejny teledysk, tym razem do utworu “Demon’s Kiss”, który miał swoją premierę w 4FunTV. Neuronia udzieliła także licznych wywiadów, m.in. w mediach ogólnopolskich.

### Od 2009 - Nowe brzmienie - "Follow the White Mouse" i "Insanity Relapse"
Wiosna i lato 2009 zaowocowały kolejną zmianą w składzie – z zespołu odszedł Łukasz “Chief” Szewczyk, jeden z założycieli Neuronii. Za perkusją zastąpił go Michał "Thor" Pasternak, dzięki którego niespożytej energii i świetnej technice gry brzmienie zespołu zyskało wiele na ciężkości i szybkości.
Kolejna zmiana w składzie nastąpiła w październiku tego roku, kiedy to członkowie zespołu zadecydowali o przyjęciu do składu Maćka "Tektura" Nawrota, który objął czasowo rolę gitarzysty rytmicznego, a także przejął od Tomasza "Acida" Nowaka obowiązki głównego wokalisty podczas sesji nagraniowej albumu "Follow The White Mouse". Nagrania ukończono w listopadzie 2009 roku. W grudniu własnym sumptem zespołu w limitowanym nakładzie 150 sztuk został wydany singiel "Put Your Dukes Up".
Premiera dwóch utworów z nowego albumu - “White Mouse” oraz “Make Them Die“ - miała miejsce podczas entuzjastycznie przyjętego występu Neuronii podczas festiwalu Hunter Fest 2009 w Szymanach.
Na początku 2010 roku do zespołu dołączył drugi gitarzysta - Rafał "Lewy" Lewandowski, którego techniczne umiejętności i dynamiczny styl gry wspomogły dalsze rozwinięcie nowego, bardziej melodyjnego i jednocześnie agresywnego stylu zespołu. Na początku marca zespół opuścił wieloletni wokalista - Tomasz "Acid" Nowak. Jego decyzję spowodowały różnice co do kierunku dalszego rozwoju muzycznego zespołu.
10 marca w serwisie YouTube miała miejsce premiera teledysku do singlowego utworu "Put Your Dukes Up". Album "Follow the White Mouse" ukazał się na polskim rynku 20 marca 2010 roku. Dystrybucją ponownie zajęła się Fonografika. Na początku 2011 zespół podpisał umowę z ukraińską wytwórnią Metal Scrap Records, która zajęła się wydaniem i dystrybucją albumu poza granicami Polski.
W styczniu 2011 roku grupę opuścili Dominik "Domo" Beśka i Michał "Thor" Pasternak. Nowymi członkami zespołu zostali basista Daniel "Beton" Grotkiewicz - lider i założyciel zespołu Mesmerized, basista grindcore'owego Anticipate i były wokalista Gortal, oraz perkusista Marek "Deviant" Kuczyński, grający również w zespołach At The Lake i Anus Magulo. W kwietniu nowy skład zarejestrował polską wersję "Put Your Dukes Up" - "Trzymaj gardę" w studiu Progresja pod okiem Pawła "Janosa" Grabowskiego, wydaną następnie na limitowanym singlu.
Po koncertach m.in. u boku Sodom, Jelonka, Huntera i CETi w grudniu 2011 zespół rozstał się z Markiem Kuczyńskim. Nowym perkusistą Neuronii został Łukasz "Lukas" Sobczyk", grający także w Whichheaven. W marcu 2012 zespół nagrał w studiu Progresja czteroutworową EPkę Insanity Relapse. Produkcją ponownie zajął się Paweł "Janos" Grabowski. Muzycy wydali nowy materiał własnym sumptem, udostępniając go także w całości za darmo w Internecie. Premiera miała miejsce 15 maja. W lutym 2013 roku ukazał się teledysk do jednego z utworów z tego wydawnictwa - "Alone in the Dark"

## Dyskografia
| Rok  | Tytuł                                                                 |
| ---- | --------------------------------------------------------------------- |
| 2007 | First Blood (EP) - Data: 2007 - Wydawca: wydanie własne               |
| 2008 | The Winter of My Heart - Data: 2008 - Wydawca: Fonografika            |
| 2010 | Follow the White Mouse - Data: 20 marca 2010 - Wydawca: Fonografika   |
| 2012 | Insanity Relapse (EP) - Data: czerwiec 2012 - Wydawca: wydanie własne |

| Rok  | Tytuł                                                     |
| ---- | --------------------------------------------------------- |
| 2006 | Wedding Day (demo) - Data: 2006 - Wydawca: wydanie własne |
| 2007 | First Blood (demo) - Data: 2007 - Wydawca: wydanie własne |

| Rok  | Tytuł               | Pozycja na liście | Album                  |
| Rok  | Tytuł               | Turbo Top         | Album                  |
| ---- | ------------------- | ----------------- | ---------------------- |
| 2010 | "Put Your Dukes Up" | 3                 | Follow the White Mouse |